# Eduardo Kobra
Eduardo Kobra, all’anagrafe Carlos Eduardo Fernandes Léo (detto Kobra; San Paolo del Brasile, 27 agosto 1975), è un artista e pittore brasiliano, noto artista di strada famoso per i suoi murali realizzati con la tecnica del graffitismo.

## Opere
- Centro Maccarrone Pisa: opera estesa per 160 metri quadri sull'edificio del Centro Maccarrone: " [1]
- A Vicenza il 23 settembre 2024 viene inaugurata un'altra grande opera: un murale di 60 metri che rappresenta il calciatore Paolo Rossi, raffigurato su una parete del grattacielo "Everest".[2][3]

## Galleria d'immagini

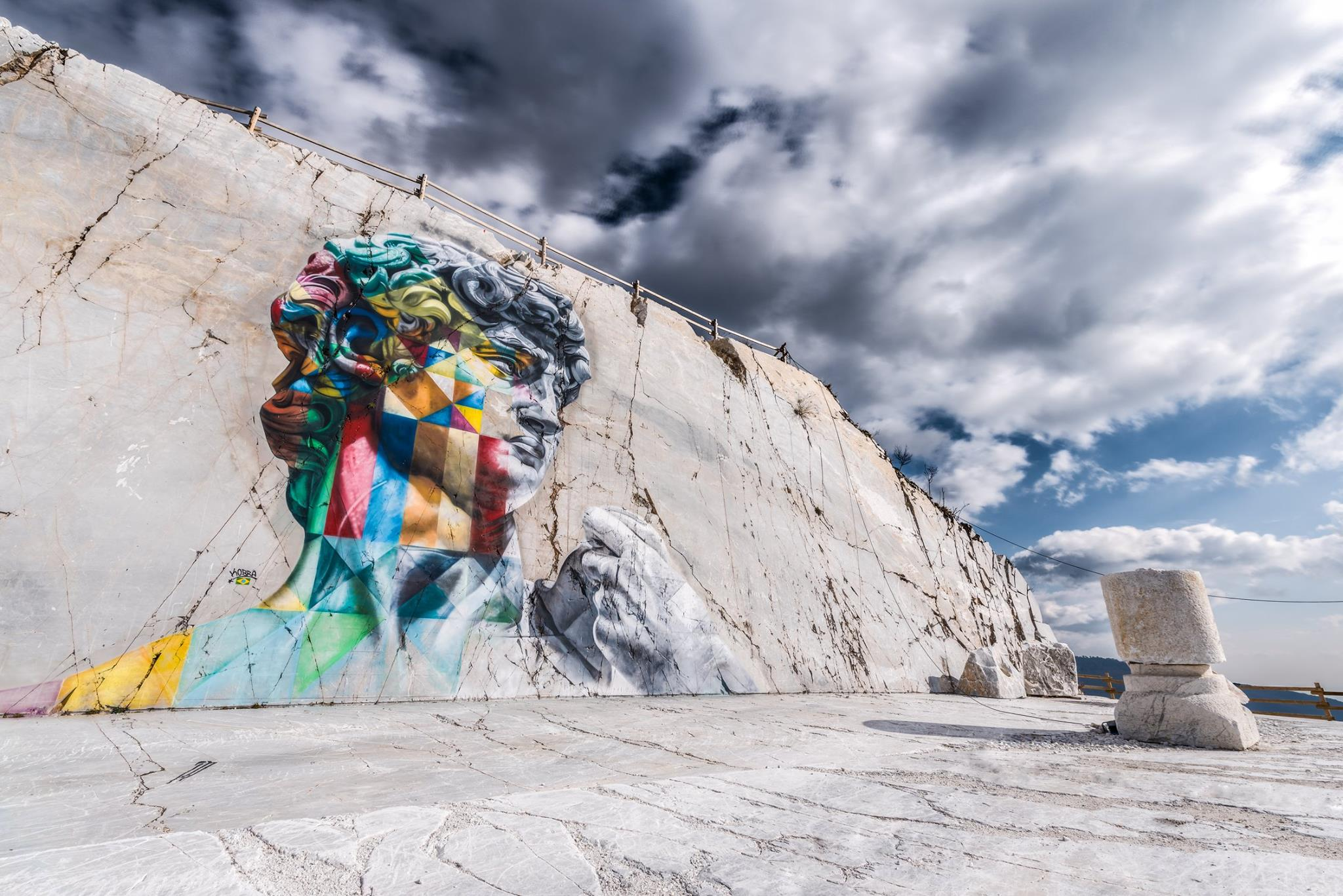
Davi (Cava Cima di Gioia, Carrara)
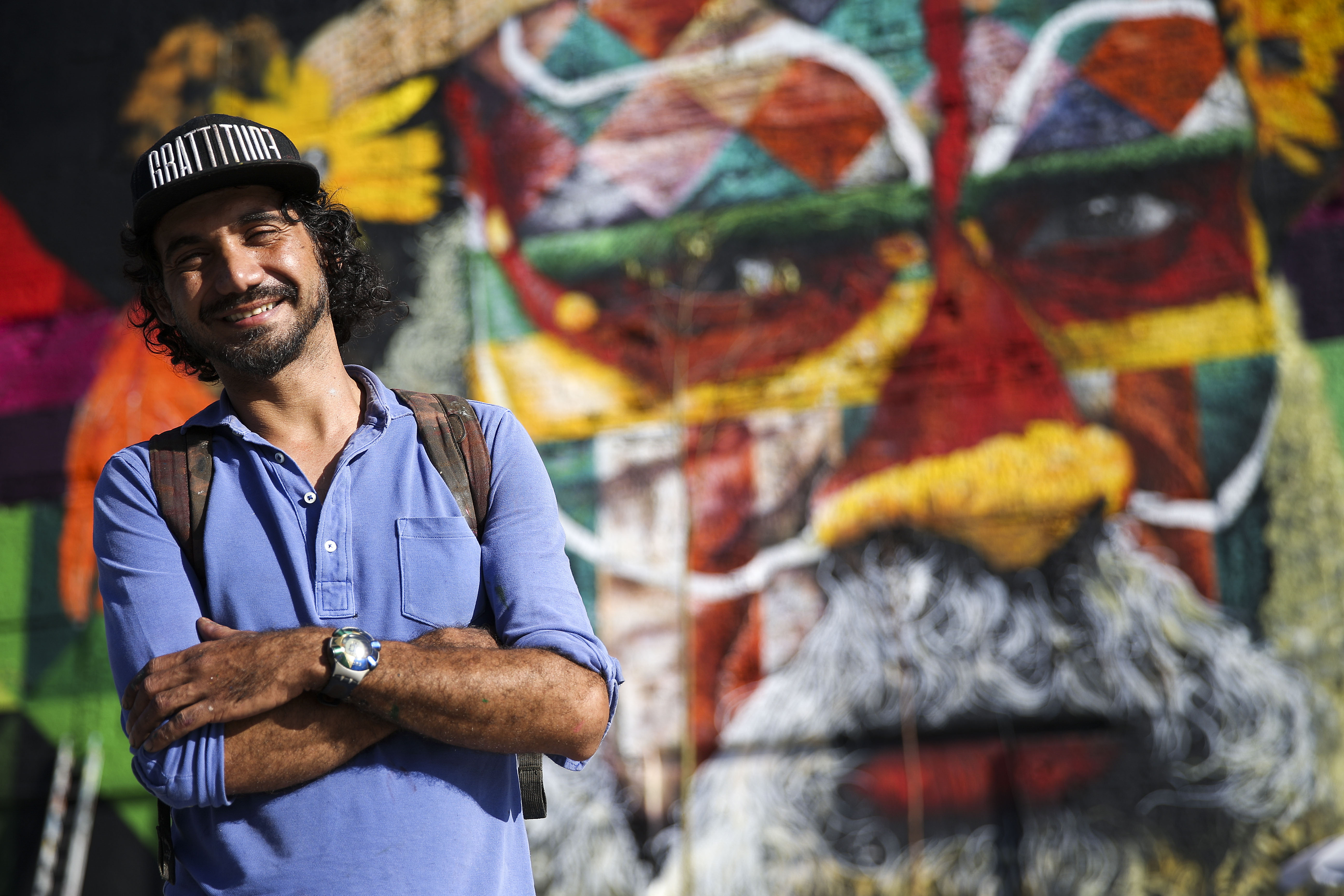
Eduardo Kobra innanzi a Povos nativos dos 5 continentes.
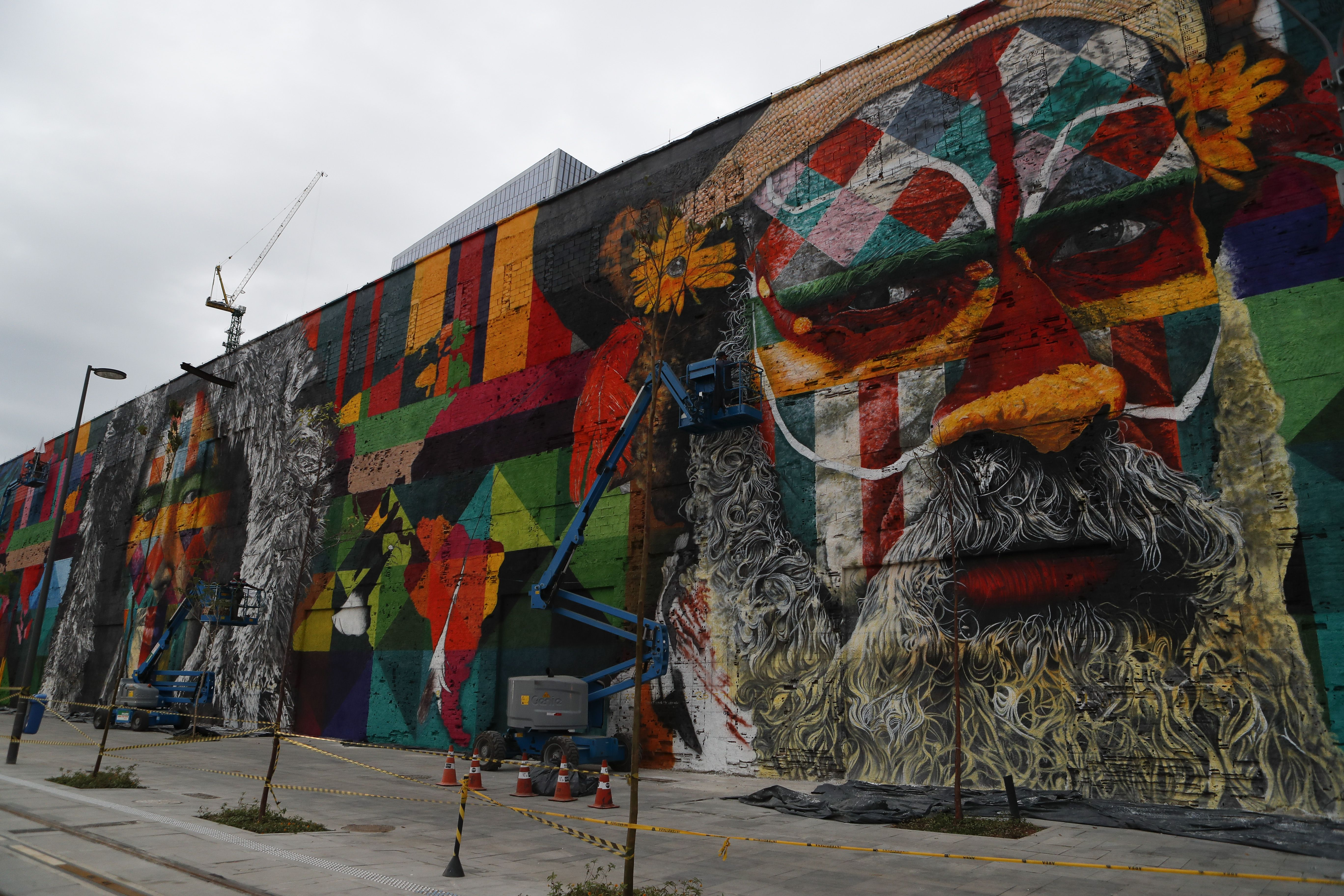
Povos nativos dos 5 continentes.
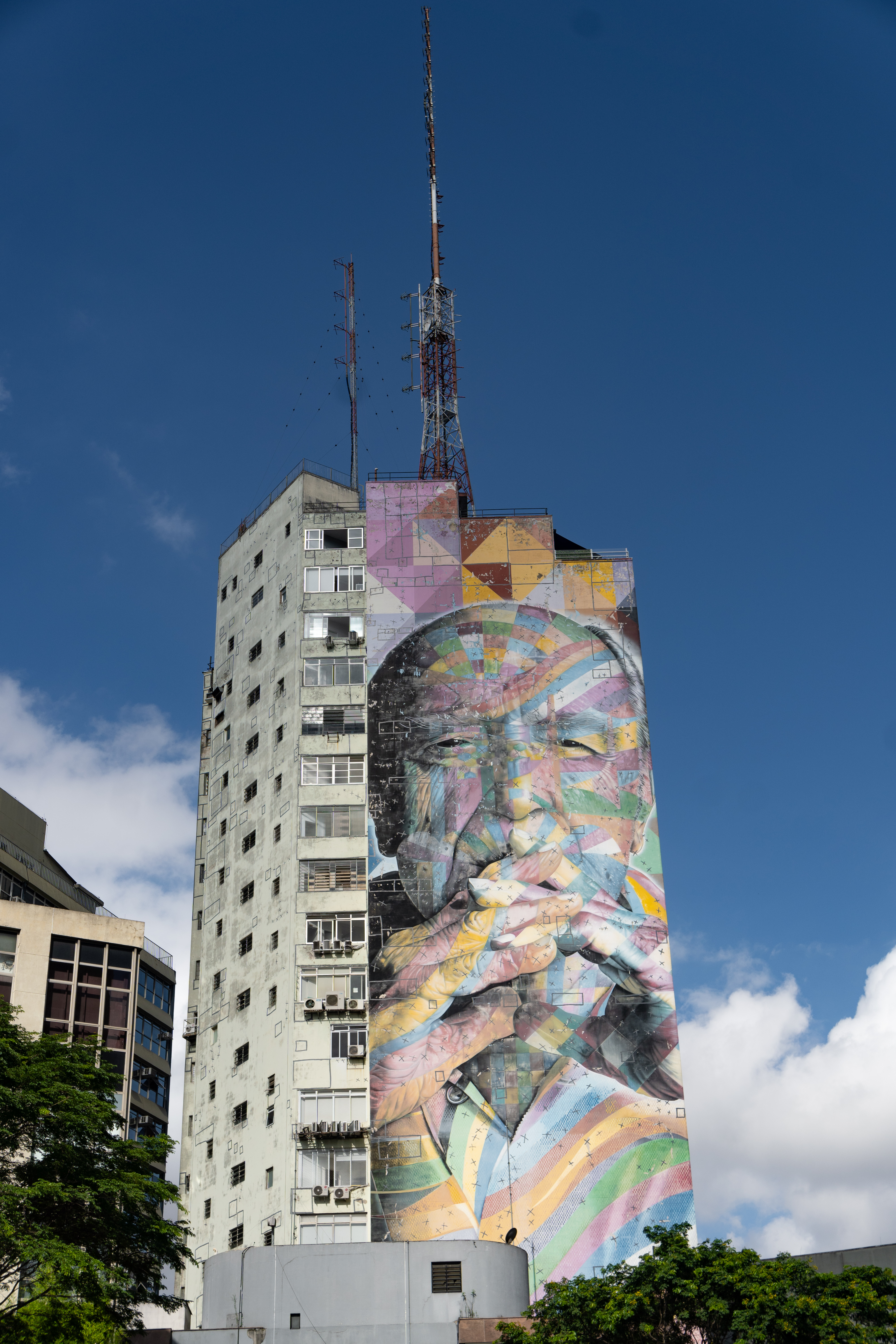
Oscar Niemeyer, Brasile.
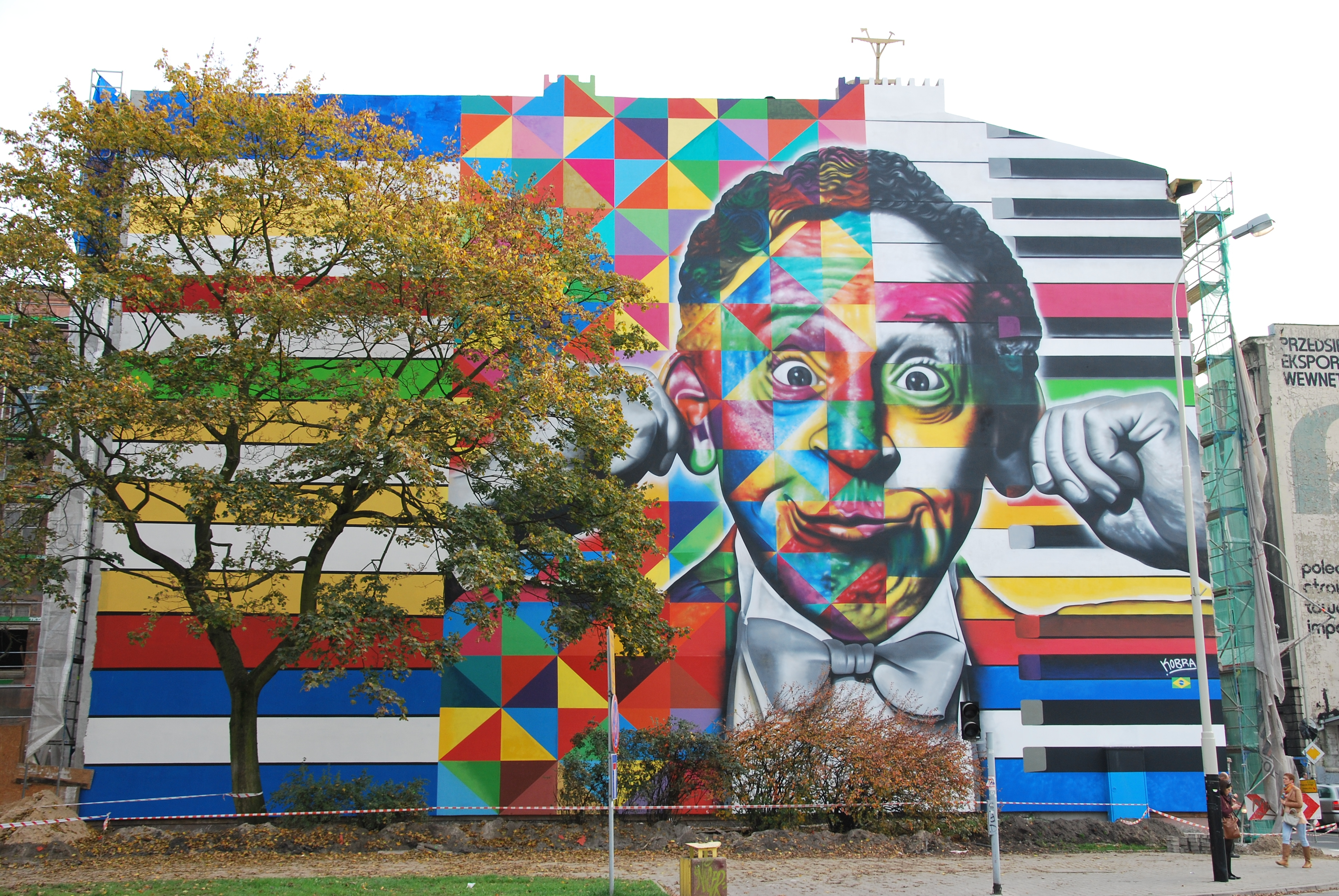
Arthur Rubinstein.
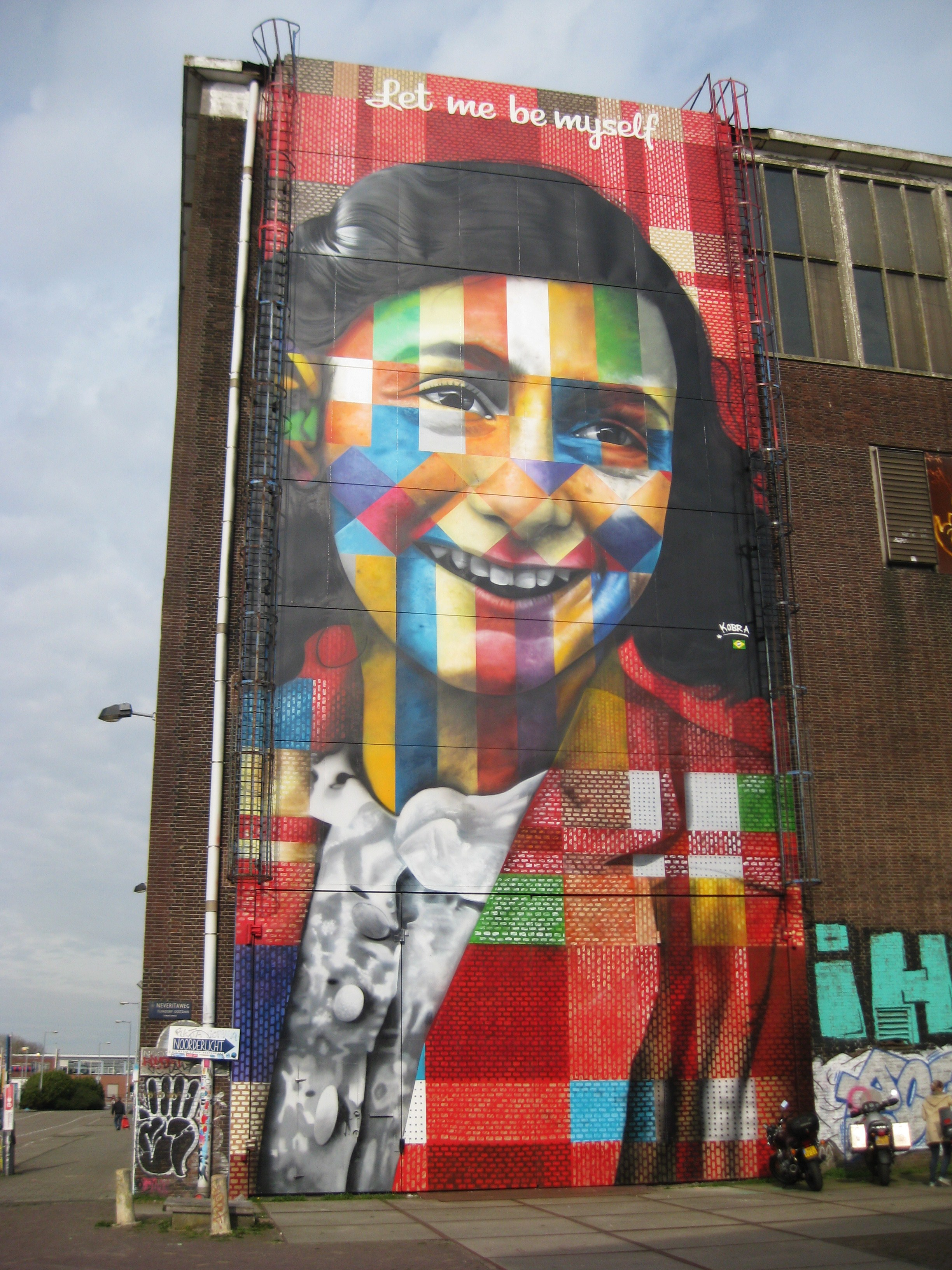
Let Me Be Myself (Anna Frank), Amsterdam.
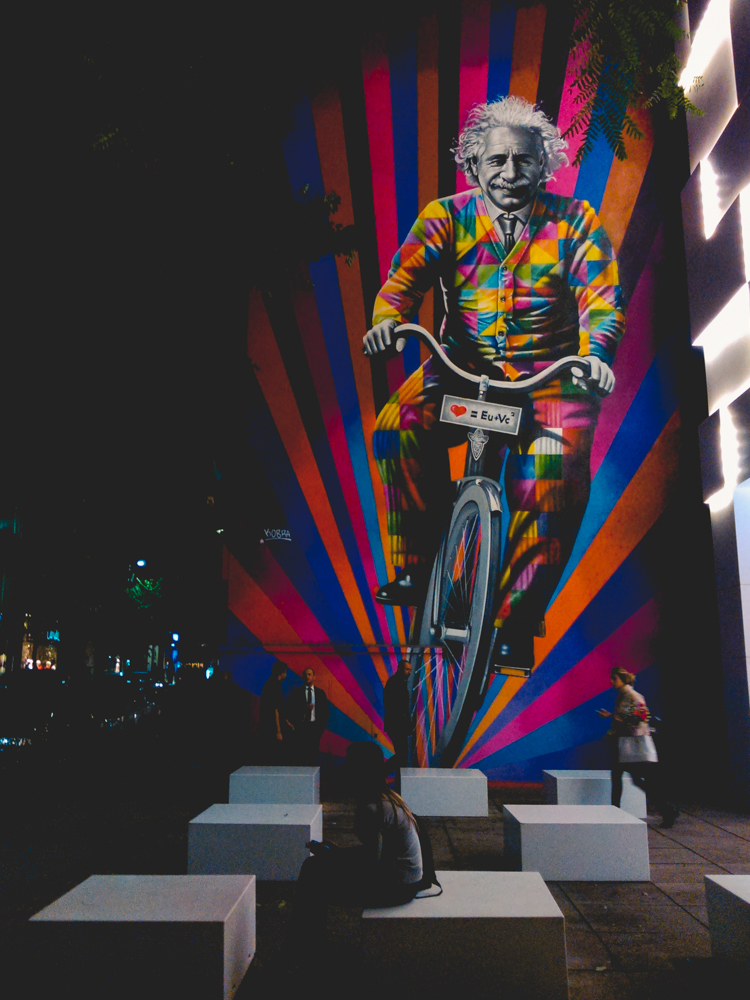
Genial é andar de bike - Albert Einstein (Rua Oscar Freire, San Paolo del Brasile)